# Раджадхіраджа Чола I
Раджадхіраджа Чола I (*முதலாம் இராஜாதிராஜ சோழன், д/н —1054) — 10-й володар держави Чола у 1044–1054 роках.

## Життєпис

### Молоді роки
Був старшим сином Раджендри I, замолоду брав участь в його походах. У 1018 році був оголошений ювараджею (співволодарем). Вслід за цим декілька років перебував на о. Шрі-Ланка, беручи участь у придушені повстання сінґалів на чолі з раджею Кассапою.
У 1020-1040-х роках допомагав батькові у війнах із Західними Чалук'ями, а також у приборканні підкорених до того областей південного Індостану й Шрі-Ланки. Після смерті Раджендри I у 1044 році стає одноосібним володарем.

### Володарювання
При сходженні на трон проти нього повстали області Пандья й Керала, проте новий паракесарі з успіхом розбив бунтівників. Також було досягнуто значних успіхів проти повсталих сінґалів. Цю перемогу відзначили проведенням обряду ашвамедха (жертвоприношення коня).
Втім головним напрямком зовнішньої політики для Раджадхіраджи було знищення впливу Західних Чалук'їв. У 1046 році війська Чола вирушили на допомогу Східним Чалук'ям, перемігши того ж року Західних Чалук'їв у битві при Даннаді біля річки Крішна. Після цього було захоплено столицю ворогів — Кальян, а Сомешвара I Чалук'я визнав зверхність Чола.
У 1050 році Сомешвара I відмовився платити данину й оголосив війну Чола. Почалася нова війна, яка тривала в області Західних Гангів та Східних Чалук'їв. Перед початком вирішальної кампанії Раджадхіраджа I оголосив свого брата Раджендру ювараджею. Спочатку у 1054 році чоланським військам вдалося захопити значну територію ворога, втім у вирішальній битві при Коппамі армія Чола була розбита, а самого Раджадхіраджу I вбито.